# Mauricio Albornoz
Anssi Mauricio Albornoz Inola, född 10 mars 1988 i Bro församling, är en svensk fotbollstränare och tidigare fotbollsspelare som är tränare för Essinge IK. Under sin karriär spelade han bland annat för Brommapojkarna. Hans bror, Miiko Albornoz, är också fotbollsspelare.

## Klubbkarriär
Albornoz moderklubb är Brommapojkarna. Under säsongen 2007 var han utlånad till Gröndals IK. Även första halvan av säsongen 2008 var Albornoz utlånad till Gröndal där han spelade 12 matcher och gjorde ett mål.
I januari 2015 värvades Albornoz av Åtvidabergs FF, där han skrev på ett tvåårskontrakt. Den 31 mars 2016 lånades Albornoz ut till IFK Göteborg fram till den 30 juni. I juli 2016 lånades Albornoz ut till GIF Sundsvall för resten av säsongen.
I februari 2017 värvades Albornoz av AFC Eskilstuna, där han skrev på ett ettårskontrakt. I februari 2018 värvades Albornoz av IK Sirius, där han skrev på ett korttidskontrakt fram till den 31 juli. Kontraktet förlängdes året ut men efter säsongen lämnade Albornoz klubben. I mars 2019 skrev han på för Syrianska FC.
I februari 2020 värvades Albornoz av Akropolis IF. I mars 2022 gick han till IFK Haninge.

## Landslagskarriär
Albornoz har spelat en landskamp för det svenska U21-landslaget.

## Tränarkarriär
Inför säsongen 2024 blev Albornoz klar som tränare i division 5-klubben Essinge IK.